# フジマック
株式会社フジマックは、東京都港区南麻布に本社を置く業務用厨房設備機器メーカー。
全国69の営業拠点と中国、東南アジアにグループ企業を展開する総合厨房大手。自社の調理用熱機器、冷機器、洗浄機器、各種サービス機器や輸入商品等を大手ホテル、飲食店、外食チェーン、病院、介護施設、学校給食、従業員食堂、テーマパーク、食品加工施設などに納入する。

## 沿革
- 1950年3月 - 熊谷俊男が東京都港区南佐久間町（現在の西新橋）において業務用厨房設備の販売会社「富士厨房設備株式会社」を設立。
- 1950年10月 - 東京都港区田村町（現在の西新橋）に本社移転。
- 1952年12月 - 東京都港区芝新橋6-2（現在の港区新橋五丁目14-5）に本社移転。
- 1962年5月 - 福岡県古賀市に福岡工場を建設。
- 1981年2月 - 埼玉県入間郡鶴ヶ島町に東京工場を新築移転。
- 1982年10月 - シンガポールにFUJIMAK FOOD SERVICE EQUIPMENT(S) PTE.,LTD.を設立。
- 1990年10月 - 社名を製品のブランド名と同じ「株式会社フジマック」に変更。
- 1990年10月 - 熊谷俊範が代表取締役に就任。
- 1996年8月 - 日本証券業協会に株式を店頭登録。
- 1998年2月 - 東京証券取引所市場第2部に上場。
- 2000年7月 - 製造部門を分社化。株式会社ネオシス（旧福岡工場、現・株式会社フジマックネオ）・株式会社エクステイン（旧東京工場）設立。
- 2001年3月 - 海外製品輸入部門の株式会社エピック設立。
- 2003年5月 - 台湾に現地法人富士瑪克股份有限公司設立。
- 2003年9月 - 中国上海に販売現地法人福喜瑪克貿易(上海)有限公司設立。
- 2004年4月 - 中国上海に製造現地法人福喜厨房設備(上海)有限公司設立。
- 2004年5月 - 物流部門の株式会社トライアンス設立。
- 2007年3月 - 株式会社ネオシスが株式会社エクステインを合併。
- 2012年11月 - ベトナム社会主義共和国ホーチミン市に駐在員事務所を開設。
- 2013年1月 - タイ王国に販売現地法人FUJIMAK (THAILAND) CO., LTD.を設立。
- 2013年3月 - ベトナム社会主義共和国ドンナイ省に製造現地法人NEOSYS VIETNAM Co., LTD.を設立。
- 2014年1月 - カンボジア王国に販売現地法人FUJIMAK (CAMBODIA) CO., LTDを設立。
- 2014年12月 - 女子栄養大学の産学連携包括協力を締結。
- 2015年9月 - 株式会社ネオシスが東京工場を閉鎖、福岡工場に集約。
- 2020年7月 - 本社を南麻布に移転。

## 会社概要
総合厨房メーカーの中で唯一、熱機器、冷機器を自社製造している。業界他社と比べて圧倒的多品種の製品を取り扱っており、他にも洗浄機器や、ベーカリー機器、家庭用システムキッチンなどの製造も行っている。ホテル、病院、レストラン、外食チェーンなど、多様な顧客に柔軟に対応できる体制を整えている。
社内には厨房コンサルティング、プランニング（設計）、研究開発、製造、搬入・据付、アフターサービス（保守・メンテナンス）が存在し、厨房全体を一貫して施工することを得意とする。また物流子会社、輸入子会社、海外出店サポートも行って、フードビジネスをトータルでサポートする戦略をとっている。

## 協賛
- 1993年フジテレビ『料理の鉄人』及び、その後継番組であった2012年『アイアンシェフ』のキッチンスタジアムを施工。
- 2013年フジテレビ『スターマン・この星の恋』
- 2015年フジテレビ『発見!なるほどレストラン 日本のおいしいごはんを作ろう!』
- 2015年TBSテレビ『日曜劇場 天皇の料理番』
- 2019年TBSテレビ『日曜劇場 グランメゾン東京』